# Álarcos énekes (második évad)
Az Álarcos Énekes című zenés show-műsor második évada 2020. szeptember 6-án vette kezdetét az RTL-en.
2020 augusztusában jelentették be, hogy 2020 őszén visszatér az Álarcos énekes, miután az eredetileg ekkorra tervezett X-Faktor tizedik évadát a COVID-19-koronavírus-járvány miatt 2021 őszére halasztották.
A műsorvezető változatlanul Istenes Bence volt. A nyomozók közül Gáspár Laci, Csobot Adél és Sebestyén Balázs visszatér a második évadra, Dancsó Péter helyét azonban az előző évadban még versenyzőként jelen levő Hargitai Bea vette át.
Az Álarc Mögött című háttérműsor második évadát Csobot Adél és Hargitai Bea vezette.
Gáspár Laci pozitív COVID–19-tesztje miatt házi karanténba került, emiatt nem tudott részt venni a harmadik és negyedik adás forgatásán. Gyógyulása alatt nyomozói helyét vendégnyomozók vették át: a harmadik adásban az előző évad második helyezettje, Nagy Ervin, a negyedik adásban pedig Puskás Peti.
Az évad tizennégy részes volt, vasárnaponként sugározta az RTL. A döntőre 2020. december 6-án került sor, ahol a második széria győztese Miller Dávid lett.

## Nyomozók

### Állandó nyomozók
- Csobot Adél – énekes, az Álarcos Énekes első évadának nyomozója
- Gáspár Laci – énekes, dalszerző, az Álarcos Énekes első évadának nyomozója
- Hargitai Bea – modell, az első évadának szereplője az Alien jelmezben.
- Sebestyén Balázs – műsorvezető, az Álarcos Énekes első évadának nyomozója.

### Vendégnyomozók
| Adás     | Vendégnyomozó  | Megjegyzés                     |
| -------- | -------------- | ------------------------------ |
| 3. adás  | Nagy Ervin     | Gáspár Lacit helyettesítették. |
| 4. adás  | Puskás Peti    | Gáspár Lacit helyettesítették. |
| 11. adás | Liptai Claudia | —                              |
| 12. adás | Kabát Péter    | —                              |
| 13. adás | Feke Pál       | —                              |

## Eredmények
Nyertes

      Második helyezett

      Harmadik helyezett

 ✔  A versenyző párbajgyőztesként automatikusan továbbjutott

 ✔  A versenyzőt a nyomozók juttatták tovább

 ✘  A versenyző kiesett és levette az álarcát

 ✘  A versenyzőnek fel kellett adnia a versenyt

      A versenyző nem szerepelt az epizódban
| #   | Álarc    | Versenyző       | Foglalkozás         | Epizódok | Epizódok | Epizódok | Epizódok | Epizódok | Epizódok | Epizódok | Epizódok | Epizódok | Epizódok | Epizódok | Epizódok | Epizódok | Epizódok |
| #   | Álarc    | Versenyző       | Foglalkozás         | 1.       | 2.       | 3.       | 4.       | 5.       | 6.       | 7.       | 8.       | 9.       | 10.      | 11.      | 12.      | 13.      | 14.      |
| --- | -------- | --------------- | ------------------- | -------- | -------- | -------- | -------- | -------- | -------- | -------- | -------- | -------- | -------- | -------- | -------- | -------- | -------- |
| 1.  | Banán    | Miller Dávid    | színész, énekes     |          | ✔        | ✔        |          |          | ✔        |          | ✔        |          | ✔        | ✔        | ✔        | ✔        | 1.       |
| 2.  | Zebra    | Molnár Áron     | színész, aktivista  |          | ✔        |          | ✔        | ✔        |          | ✔        |          | ✔        |          | ✔        | ✔        | ✔        | 2.       |
| 3.  | Röfi     | Puskás Peti     | énekes, színész     |          |          |          |          |          | ✔        |          | ✔        | ✔        |          | ✔        | ✔        | ✔        | 3.       |
| —   | Röfi     | Liptai Claudia  | színésznő           |          | ✔        |          | ✔        | ✘        | ✘        | ✘        | ✘        | ✘        | ✘        | ✘        | ✘        | ✘        | ✘        |
| 4.  | Baba     | Manuel          | rapper, dalszerző   | ✔        |          | ✔        |          |          | ✔        |          | ✔        |          | ✔        | ✔        | ✔        | ✘        | ✘        |
| 5.  | Egér     | Feke Pál        | színész, énekes     | ✔        |          |          | ✔        | ✔        |          | ✔        |          |          | ✔        | ✔        | ✘        | ✘        | ✘        |
| 6.  | Elefánt  | Bach Szilvia    | színésznő, énekesnő |          | ✔        | ✔        |          | ✔        |          | ✔        |          | ✔        |          | ✘        | ✘        | ✘        | ✘        |
| 8.  | Kaktusz  | Dr. Tóth Tamás  | orvos               | ✔        |          |          | ✔        |          | ✔        |          | ✔        |          | ✘        | ✘        | ✘        | ✘        | ✘        |
| 8.  | Maki     | Pintér Tibor    | színész, énekes     | ✔        |          | ✔        |          | ✔        |          | ✔        |          | ✘        | ✘        | ✘        | ✘        | ✘        | ✘        |
| 10. | Béka     | Falusi Mariann  | énekesnő, színésznő | ✔        |          | ✔        |          |          | ✔        |          | ✘        | ✘        | ✘        | ✘        | ✘        | ✘        | ✘        |
| 10. | Bika     | Kozso           | énekes              |          | ✔        |          | ✔        | ✔        |          | ✘        | ✘        | ✘        | ✘        | ✘        | ✘        | ✘        | ✘        |
| 12. | Dínó     | Erdélyi Mónika  | vlogger             | ✔        |          | ✔        |          |          | ✘        | ✘        | ✘        | ✘        | ✘        | ✘        | ✘        | ✘        | ✘        |
| 12. | Kakas    | Miklósa Erika   | opera-énekesnő      |          | ✔        |          | ✔        | ✘        | ✘        | ✘        | ✘        | ✘        | ✘        | ✘        | ✘        | ✘        | ✘        |
| 14. | Méhecske | Rubint Rella    | vlogger, influencer |          | ✔        |          | ✘        | ✘        | ✘        | ✘        | ✘        | ✘        | ✘        | ✘        | ✘        | ✘        | ✘        |
| 14. | Tigris   | Eszenyi Enikő   | színésznő, rendező  | ✔        |          | ✘        | ✘        | ✘        | ✘        | ✘        | ✘        | ✘        | ✘        | ✘        | ✘        | ✘        | ✘        |
| 16. | Cica     | Béres Alexandra | személyi edző       |          | ✘        | ✘        | ✘        | ✘        | ✘        | ✘        | ✘        | ✘        | ✘        | ✘        | ✘        | ✘        | ✘        |
| 16. | Süti     | Fluor Tomi      | rapper              | ✘        | ✘        | ✘        | ✘        | ✘        | ✘        | ✘        | ✘        | ✘        | ✘        | ✘        | ✘        | ✘        | ✘        |

## Epizódok

### 1. epizód (szeptember 6.)
| #         | Álarc     | Dal                                    | Személyazonosság | Eredmény     |
| 1. párbaj | 1. párbaj | 1. párbaj                              | 1. párbaj        | 1. párbaj    |
| --------- | --------- | -------------------------------------- | ---------------- | ------------ |
| 1         | Egér      | Let Me Entertain You (Robbie Williams) | nem ismert       | Nyert        |
| 2         | Maki      | Posztolj (USNK)                        | nem ismert       | Továbbjutott |
| 2. párbaj |           |                                        |                  |              |
| 3         | Dinó      | Physical (Dua Lipa)                    | nem ismert       | Nyert        |
| 4         | Kaktusz   | Álomhajó (Carpe Diem)                  | nem ismert       | Továbbjutott |
| 3. párbaj |           |                                        |                  |              |
| 5         | Süti      | Scooter medley (Scooter)               | Fluor Tomi       | Kiesett      |
| 6         | Béka      | Cuz I Love You (Lizzo)                 | nem ismert       | Nyert        |
| 4. párbaj |           |                                        |                  |              |
| 7         | Tigris    | Szerelem (A. E. Bizottság)             | nem ismert       | Továbbjutott |
| 8         | Baba      | Kislány a zongoránál (Koós János)      | nem ismert       | Nyert        |

### 2. epizód (szeptember 13.)
| #         | Álarc     | Dal                                          | Személyazonosság | Eredmény     |
| 1. párbaj | 1. párbaj | 1. párbaj                                    | 1. párbaj        | 1. párbaj    |
| --------- | --------- | -------------------------------------------- | ---------------- | ------------ |
| 1         | Bika      | The Fox (What Does the Fox Say?) (Ylvis)     | nem ismert       | Nyert        |
| 2         | Méhecske  | I Like It (Cardi B, Bad Bunny & J Balvin)    | nem ismert       | Továbbjutott |
| 2. párbaj |           |                                              |                  |              |
| 3         | Zebra     | Hello (Shygys)                               | nem ismert       | Nyert        |
| 4         | Röfi      | Állj meg kislány / Ding-Dong (Csonka András) | nem ismert       | Továbbjutott |
| 3. párbaj |           |                                              |                  |              |
| 5         | Cica      | I’m Too Sexy (Right Said Fred)               | Béres Alexandra  | Kiesett      |
| 6         | Kakas     | Focus (Ariana Grande)                        | nem ismert       | Nyert        |
| 4. párbaj |           |                                              |                  |              |
| 7         | Elefánt   | Mindenki táncol (Majka)                      | nem ismert       | Továbbjutott |
| 8         | Banán     | Bírnom kell a célig (Herkules)               | nem ismert       | Nyert        |

### 3. epizód (szeptember 20.)
A 3. epizódban Gáspár Lacit Nagy Ervin helyettesítette mint vendégnyomozó.
| #         | Álarc     | Dal                                  | Személyazonosság | Eredmény     |
| 1. párbaj | 1. párbaj | 1. párbaj                            | 1. párbaj        | 1. párbaj    |
| --------- | --------- | ------------------------------------ | ---------------- | ------------ |
| 1         | Banán     | Watermelon Sugar (Harry Styles)      | nem ismert       | Nyert        |
| 2         | Tigris    | Mambo italiano (Komár László)        | Eszenyi Enikő    | Kiesett      |
| 2. párbaj |           |                                      |                  |              |
| 3         | Maki      | Rise Like a Phoenix (Conchita Wurst) | nem ismert       | Továbbjutott |
| 4         | Dinó      | Dear Future Husband (Meghan Trainor) | nem ismert       | Továbbjutott |
| 5         | Baba      | Szerelem, miért múlsz? (Wolf Kati)   | nem ismert       | Nyert        |
| 3. párbaj |           |                                      |                  |              |
| 6         | Béka      | Don’t Stop Me Now (Queen)            | nem ismert       | Nyert        |
| 7         | Elefánt   | In Ginocchio Da Te (Gianni Morandi)  | nem ismert       | Továbbjutott |

### 4. epizód (szeptember 27.)
A 4. epizódban Gáspár Lacit, Puskás Péter helyettesítette mint vendégnyomozó.
| #         | Álarc     | Dal                                      | Személyazonosság | Eredmény     |
| 1. párbaj | 1. párbaj | 1. párbaj                                | 1. párbaj        | 1. párbaj    |
| --------- | --------- | ---------------------------------------- | ---------------- | ------------ |
| 1         | Méhecske  | Bababó (ByeAlex és a Slepp x Lotfi Begi) | Rubint Rella     | Kiesett      |
| 2         | Egér      | Elég volt (Tóth Gabi)                    | nem ismert       | Nyert        |
| 2. párbaj |           |                                          |                  |              |
| 3         | Bika      | La donna è mobile (Luciano Pavarotti)    | nem ismert       | Továbbjutott |
| 4         | Kaktusz   | Pocsolyába léptem (Takáts Tamás)         | nem ismert       | Továbbjutott |
| 5         | Zebra     | Smells Like Teen Spirit (Nirvana)        | nem ismert       | Nyert        |
| 3. párbaj |           |                                          |                  |              |
| 6         | Kakas     | No Time to Die (Billie Eilish)           | nem ismert       | Továbbjutott |
| 7         | Röfi      | Bella ciao… (népdal)                     | nem ismert       | Nyert        |

### 5. epizód (október 4.)
Az ötödik adás elején kiderült, hogy a Röfi jelmez alatt rejtőző híresség koronavírustesztje pozitív lett, így nem tud tovább szerepelni a műsorban. Az adás elején, videóhívás keretein belül leleplezett versenyző Liptai Claudia színésznő, műsorvezető volt. Ezt követően Istenes Bence bejelentette, hogy a Röfi jelmezt egy új híresség kapja meg a későbbi adásokban.
| #         | Álarc     | Dal                                         | Személyazonosság | Eredmény     |
| 1. párbaj | 1. párbaj | 1. párbaj                                   | 1. párbaj        | 1. párbaj    |
| --------- | --------- | ------------------------------------------- | ---------------- | ------------ |
| 1         | Elefánt   | Nem táncolsz jobban, mint én (Lóci játszik) | nem ismert       | Nyert        |
| 2         | Bika      | Jogi (Panjabi MC)                           | nem ismert       | Továbbjutott |
| 2. párbaj |           |                                             |                  |              |
| 3         | Egér      | A boldogság és én (Cserháti Zsuzsa)         | nem ismert       | Nyert        |
| 4         | Kakas     | Shake It Off (Taylor Swift)                 | Miklósa Erika    | Kiesett      |
| 3. párbaj |           |                                             |                  |              |
| 5         | Zebra     | Soha se mondd! (Hernádi Judit)              | nem ismert       | Nyert        |
| 6         | Maki      | Welcome to the Jungle (Guns N’ Roses)       | nem ismert       | Továbbjutott |

### 6. epizód (október 11.)
| #         | Álarc     | Dal                                                  | Személyazonosság | Eredmény     |
| 1. párbaj | 1. párbaj | 1. párbaj                                            | 1. párbaj        | 1. párbaj    |
| --------- | --------- | ---------------------------------------------------- | ---------------- | ------------ |
| 1         | Dinó      | Ringó vállú csengeri violám (Marica grófnő)          | Erdélyi Mónika   | Kiesett      |
| 2         | Baba      | Yummy (Justin Bieber)                                | nem ismert       | Nyert        |
| 2. párbaj |           |                                                      |                  |              |
| 3         | Béka      | Puszi-nyuszi (Postásy Júlia) / Zsolti a béka (Bëlga) | nem ismert       | Továbbjutott |
| 4         | Banán     | The Pretender (Foo Fighters)                         | nem ismert       | Nyert        |
| 3. párbaj |           |                                                      |                  |              |
| 5         | Kaktusz   | Ma jól vagyok (DR BRS x Jazz+Az)                     | nem ismert       | Továbbjutott |
| 6         | Röfi      | Single Ladies (Put a Ring on It) (Beyoncé)           | nem ismert       | Nyert        |

### 7. epizód (október 18.)
| #         | Álarc     | Dal                              | Személyazonosság | Eredmény     |
| 1. párbaj | 1. párbaj | 1. párbaj                        | 1. párbaj        | 1. párbaj    |
| --------- | --------- | -------------------------------- | ---------------- | ------------ |
| 1         | Egér      | Proud Mary (Ike & Tina Turner)   | nem ismert       | Továbbjutott |
| 2         | Elefánt   | Szeresd a testem (Baby Sisters)  | nem ismert       | Nyert        |
| 2. párbaj |           |                                  |                  |              |
| 3         | Maki      | Habanera (Carmen)                | nem ismert       | Továbbjutott |
| 4         | Bika      | I Was Made for Lovin' You (Kiss) | Kozso            | Kiesett      |
| 5         | Zebra     | Lose Yourself (Eminem)           | nem ismert       | Nyert        |

### 8. epizód (október 25.)
| #         | Álarc     | Dal                                     | Személyazonosság | Eredmény     |
| 1. párbaj | 1. párbaj | 1. párbaj                               | 1. párbaj        | 1. párbaj    |
| --------- | --------- | --------------------------------------- | ---------------- | ------------ |
| 1         | Röfi      | Candyman (Christina Aguilera)           | nem ismert       | Nyert        |
| 2         | Kaktusz   | Multimilliomos jazzdobos (Hungária)     | nem ismert       | Továbbjutott |
| 2. párbaj |           |                                         |                  |              |
| 3         | Béka      | Raggamoffin 2 (L.L. Junior)             | Falusi Mariann   | Kiesett      |
| 4         | Baba      | Nád a házam teteje (Matyi és a hegedűs) | nem ismert       | Továbbjutott |
| 5         | Banán     | Someone You Loved (Lewis Capaldi)       | nem ismert       | Nyert        |

### 9. epizód (november 1.)
| #         | Álarc     | Dal                                               | Személyazonosság | Eredmény     |
| 1. párbaj | 1. párbaj | 1. párbaj                                         | 1. párbaj        | 1. párbaj    |
| --------- | --------- | ------------------------------------------------- | ---------------- | ------------ |
| 1         | Zebra     | Uptown Funk (Mark Ronson ft. Bruno Mars)          | nem ismert       | Nyert        |
| 2         | Elefánt   | Bubamara (Goran Bregović)                         | nem ismert       | Továbbjutott |
| 2. párbaj |           |                                                   |                  |              |
| 3         | Maki      | Believer (Imagine Dragons)                        | Pintér Tibor     | Kiesett      |
| 4         | Röfi      | Shallow / Bad Romance / Born This Way (Lady Gaga) | nem ismert       | Nyert        |

### 10. epizód (november 8.)
| #         | Álarc     | Dal                                                    | Személyazonosság | Eredmény     |
| 1. párbaj | 1. párbaj | 1. párbaj                                              | 1. párbaj        | 1. párbaj    |
| --------- | --------- | ------------------------------------------------------ | ---------------- | ------------ |
| 1         | Kaktusz   | Belehalok (Majka & Curtis ft. BLR)                     | Dr. Tóth Tamás   | Kiesett      |
| 2         | Baba      | Gangsta's Paradise (Coolio ft. L.V.)                   | nem ismert       | Nyert        |
| 2. párbaj |           |                                                        |                  |              |
| 3         | Egér      | Santa Maria (Neoton Família)                           | nem ismert       | Továbbjutott |
| 4         | Banán     | Can't Hold Us (Macklemore & Ryan Lewis ft. Ray Dalton) | nem ismert       | Nyert        |

### 11. epizód (november 15.)
A 11. adástól kezdve három héten keresztül a nyomozókhoz vendégnyomozók csatlakoztak, elsőként a Röfi jelmezben eredetileg versenyző Liptai Claudia.
| #         | Álarc     | Dal                                                  | Személyazonosság | Eredmény     |
| 1. párbaj | 1. párbaj | 1. párbaj                                            | 1. párbaj        | 1. párbaj    |
| --------- | --------- | ---------------------------------------------------- | ---------------- | ------------ |
| 1         | Röfi      | Bang Bang (Jessie J ft. Ariana Grande & Nicki Minaj) | nem ismert       | Továbbjutott |
| 2         | Banán     | Sosem vagy egyedül (Gáspár Laci)                     | nem ismert       | Nyert        |
| 2. párbaj |           |                                                      |                  |              |
| 3         | Elefánt   | Nehéz vagyok (ByeAlex és a Slepp)                    | Bach Szilvia     | Kiesett      |
| 4         | Baba      | I Kissed a Girl (Katy Perry)                         | nem ismert       | Nyert        |
| 3. párbaj |           |                                                      |                  |              |
| 5         | Zebra     | You Can Leave Your Hat On (Joe Cocker)               | nem ismert       | Nyert        |
| 6         | Egér      | Legyen hó (Jégvarázs)                                | nem ismert       | Továbbjutott |

### 12. epizód (november 22.)
A 12. adás vendégnyomozója Kabát Péter volt.
| #         | Álarc     | Dal                                  | Személyazonosság | Eredmény     |
| 1. párbaj | 1. párbaj | 1. párbaj                            | 1. párbaj        | 1. párbaj    |
| --------- | --------- | ------------------------------------ | ---------------- | ------------ |
| 1         | Baba      | Men in Black (Will Smith)            | nem ismert       | Továbbjutott |
| 2         | Banán     | Million Reasons (Lady Gaga)          | nem ismert       | Nyert        |
| 2. párbaj |           |                                      |                  |              |
| 3         | Egér      | Open Arms (Journey)                  | Feke Pál         | Kiesett      |
| 4         | Zebra     | Y.M.C.A. (Village People)            | nem ismert       | Nyert        |
| 5         | Röfi      | It's Raining Men (The Weather Girls) | nem ismert       | Továbbjutott |

### 13. epizód – elődöntő (november 29.)
A 13. adás vendégnyomozója Feke Pál volt.
| #         | Álarc     | Dal                                       | Személyazonosság | Eredmény     |
| 1. párbaj | 1. párbaj | 1. párbaj                                 | 1. párbaj        | 1. párbaj    |
| --------- | --------- | ----------------------------------------- | ---------------- | ------------ |
| 1         | Zebra     | The House of the Rising Sun (The Animals) | nem ismert       | Nyert        |
| 2         | Röfi      | Orinoco Flow (Enya) / Buli buli (Dorina)  | nem ismert       | Továbbjutott |
| 2. párbaj |           |                                           |                  |              |
| 3         | Baba      | Kings & Queens (Ava Max)                  | Manuel           | Kiesett      |
| 4         | Banán     | Larger Than Life (Backstreet Boys)        | nem ismert       | Nyert        |

### 14. epizód – döntő (december 6.)
| #      | Álarc  | Dal                                                           | Személyazonosság | Eredmény     |
| 1. kör | 1. kör | 1. kör                                                        | 1. kör           | 1. kör       |
| ------ | ------ | ------------------------------------------------------------- | ---------------- | ------------ |
| 1      | Röfi   | All I Want for Christmas Is You (Mariah Carey)                | Puskás Peti      | 3. helyezett |
| 2      | Zebra  | Love Somebody (Robbie Williams)                               | nem ismert       | Továbbjutott |
| 3      | Banán  | Runaway Baby (Bruno Mars)                                     | nem ismert       | Továbbjutott |
| 2. kör |        |                                                               |                  |              |
| 4      | Zebra  | We Will Rock You & Jump Around (Queen & House of Pain mashup) | Molnár Áron      | 2. helyezett |
| 5      | Banán  | Sign of The Times (Harry Styles)                              | Miller Dávid     | Győztes      |

## Nézettség
A +4-es adatok a teljes lakosságra, a 18–59-es adatok a célközönségre vonatkoznak. A táblázat csak az RTL által főműsoridőben sugárzott adások adatait mutatja.
| Epizód | Dátum                | Idősáv         | Teljes lakosság (+4) | Teljes lakosság (+4) | Teljes lakosság (+4) | Célközönség (18–59) | Célközönség (18–59) | Célközönség (18–59) | Forrás |
| Epizód | Dátum                | Idősáv         | AMR (fő)             | SHR (%)              | Heti helyezés        | AMR (fő)            | SHR (%)             | Heti helyezés       | Forrás |
| ------ | -------------------- | -------------- | -------------------- | -------------------- | -------------------- | ------------------- | ------------------- | ------------------- | ------ |
| 1.     | 2020. szeptember 6.  | vasárnap 19:00 | 782 000              | 18,6                 | 1.                   | 404 153             | 18,3                | 1.                  | [ 5 ]  |
| 2.     | 2020. szeptember 13. | vasárnap 19:00 | 765 894              | 18,2                 | 1.                   | 399 156             | 18,3                | 1.                  | [ 6 ]  |
| 3.     | 2020. szeptember 20. | vasárnap 19:00 | 828 167              | 19,1                 | 2.                   | 435 977             | 19,0                | 2.                  | [ 7 ]  |
| 4.     | 2020. szeptember 27. | vasárnap 19:00 | 873 962              | 19,9                 | 2.                   | 497 040             | 21,5                | 2.                  | [ 8 ]  |
| 5.     | 2020. október 4.     | vasárnap 19:00 | 841 082              | 18,8                 | 2.                   | 452 012             | 19,3                | 2.                  | [ 9 ]  |
| 6.     | 2020. október 11.    | vasárnap 19:00 | 795 105              | 17,3                 | 3.                   | 438 524             | 18,2                | 3.                  | [ 10 ] |
| 7.     | 2020. október 18.    | vasárnap 19:00 | 733 311              | 16,2                 | 7.                   | 392 803             | 16,5                | 5.                  | [ 11 ] |
| 8.     | 2020. október 25.    | vasárnap 19:00 | 760 260              | 16,2                 | 5.                   | 419 105             | 16,5                | 2.                  | [ 12 ] |
| 9.     | 2020. november 1.    | vasárnap 19:00 | 871 394              | 18,3                 | 2.                   | 476 337             | 18,6                | 2.                  | [ 13 ] |
| 10.    | 2020. november 8.    | vasárnap 19:00 | 838 616              | 17,5                 | 5.                   | 467 543             | 18,1                | 2.                  | [ 14 ] |
| 11.    | 2020. november 15.   | vasárnap 19:00 | 898 945              | 18,5                 | 4.                   | 459 312             | 17,8                | 2.                  | [ 15 ] |
| 12.    | 2020. november 22.   | vasárnap 19:00 | 959 604              | 20,0                 | 1.                   | 501 393             | 19,4                | 1.                  | [ 16 ] |
| 13.    | 2020. november 29.   | vasárnap 19:00 | 1 007 532            | 20,9                 | 1.                   | 528 268             | 20,6                | 1.                  | [ 17 ] |
| 14.    | 2020. december 6.    | vasárnap 19:00 | 1 167 553            | 24,1                 | 1.                   | 618 987             | 23,3                | 1.                  | [ 18 ] |